# گوردون ای سایر
گوردون ای سایر (انگلیسی: Gordon E. Sawyer؛ ۲۷ اوت ۱۹۰۵ – ۱۵ مارس ۱۹۸۰) یک مهندس صدا، و مهندس اهل ایالات متحده آمریکا بود. 